# El mantenimiento del ángel (El Ala Oeste)
 El mantenimiento del ángel  es el décimo noveno capítulo de la cuarta temporada de la serie dramática El ala oeste de la Casa Blanca.

## Argumento
El Air Force One vuelve de un viaje a Filipinas. Todo marcha bien hasta que el comandante se da cuenta del fallo del tren de aterrizaje delantero. Aunque tratan de disimular el problema, los periodistas que viajan en él se dan cuenta de que algo grave ocurre cuando ven un caza volando junto a ellos. C.J., ante la delicada situación, ordena el secuestro informativo dentro del avión cortando las líneas telefónicas. Poco a poco se va adueñando en ellos la desesperación y el miedo ante un aterrizaje forzoso. Will es de los que peor lo pasan. Su miedo a morir en un accidente poco a poco le va afectando. Mientras el Presidente es informado de la renovación automática del tratado de cooperación con Colombia. Llevaba horas pensando en no renovarlo, pero al no aterrizar a tiempo no ha podido ejecutar su decisión.
Josh negocia un plan de limpieza de la Bahía de Chesapeake con un congresista republicano moderado, Matt McCoy. Si sale adelante será un empujón para su reelección. Pero finalmente, Leo, ante las presiones demócratas, ordenará su cancelación y rechazo. No interesa darle aire a su candidatura. Donna terminará por comentarle a su jefe las pocas posibilidades de acuerdo entre los dos grandes partidos.
Por su parte, Toby se entrevista con un congresista afroamericano demócrata que se plantea no apoyar la invasión de Kundun. Todos los muertos son negros, y quiere aprovechar su amenaza para conseguir fondos para su circunscripción. Al final, el gobierno aceptará sus peticiones, y el avión del Presidente, el Angel (nombre en clave del Air Force One) del título, podrá aterrizar con su tren delantero intacto.

## Curiosidades
- Hay un error en el episodio. En la Base Aeréa de Andrews (donde finalmente aterriza el avión) solo existen dos pistas, la 1L/19R y la 1R/19L, que no tienen nada que ver con la mencionada pista 39.[1]
- Otro error es sobre el caza que divisan los periodistas: se dice que es un F-16 Falcon cuando en realidad es un F-15 Eagle.[1]

## Enlaces
- Enlace al Imdb.
- Guía del Episodio (en inglés).